# Ernst Heller (Industrieller)
Ernst Heller (* 2. Dezember 1848 in Travemünde; † 22. Juni 1909 in Charlottenburg) war ein deutscher Industrieller und Generaldirektor der Hannoverschen Maschinenbau-Aktien-Gesellschaft vorm. Georg Egestorff.

Ernst Heller

## Leben
Heller wurde in Travemünde als Sohn des Pastors Dr. Balthasar Ludwig Michael Heller geboren. Er studierte Maschinenbau an der Technischen Hochschule Karlsruhe und wurde dort Mitglied des Corps Frisia. Nach Abschluss seiner Studien stand er zeitweilig im Dienst der Firma Ludwig Loewe & Co. 1892 bis 1895 war er Inhaber der Firma Stephan Sommermeyer & Co in  Burtscheid bei Aachen. Am 1. August 1895 wurde er technischer Direktor der Hannoverschen Maschinenbau-Aktien-Gesellschaft vorm. Georg. Egestorff in Linden bei Hannover. Später war er deren Generaldirektor. Heller sorgte für eine Modernisierung der Fabrikationseinrichtungen für Lokomotiv- und Maschinenbau. Durch einen vollständigen Umbau wurde die Leistungsfähigkeit des Unternehmens, das unter seiner Leitung auf dem Weltmarkt eine führende Position erreichte, mehr als verdoppelt.
1899 wurde Heller Vorsitzender des Hannoverschen Bezirksvereins Deutscher Ingenieurs und 1908 Vorsitzender des Vereins Deutscher Ingenieure. Er war zudem Vorsitzender des Vereins der Metallindustriellen der Provinz Hannover und angrenzenden Gebiete.
Für hervorragende Ingenieursleistungen erhielt Heller 1904 eine Goldene Medaille der Weltausstellung in St. Louis. Die Technische Hochschule Hannover verlieh ihm die Ehrendoktorwürde.

## Auszeichnungen
- Roter Adlerorden 4. Klasse (1904)
- Ritterkreuz I. Klasse des Oldenburgischen Haus- und Verdienstordens (1907)